# 我が家のおバカで愛しいアニキ
『我が家のおバカで愛しいアニキ』（原題:Our Idiot Brother）は2011年にアメリカ合衆国で公開されたコメディ映画である。監督はジェシー・ペレッツ、主演はポール・ラッドとエリザベス・バンクスが務めた。
本作は日本で劇場公開されなかったが、WOWOWで放送された。

## ストーリー
ネドリック・ロクリン（ネッド）は有機農法を実践する農家で、恋人のジャネットと共に暮らしていた。農作物を市場で売っていると、客が「最近はストレスが多くて敵わん」と言うのが聞こえた。そこで、ネッドは彼にマリファナを売った。しかし、その男は制服警官であったため、ネッドは逮捕されることになった。
ネッドには3人の妹がいた。ミランダは『ヴァニティ・フェア』でジャーナリストをしており、最近、初めて自分がメインの執筆者となった記事を出したのだという。恋人と長続きしない性格ではあったが、ミランダは近所に住むジェレミーに思いを寄せていた。ナタリーは流行に敏感で、6人のルームメイトと共同生活を送っていた。リズはドキュメンタリー作家のディランと結婚していた。しかし、ディランが性交渉にやる気を見せないために、夫婦関係は冷え切っていた。ディランとミランダは息子のリヴァーを束縛していたため、彼は自分を表現することができずにいた。
釈放されたネッドは恋人が待っているはずの自宅に帰った。しかし、ジャネットは新しい恋人（ビリー）を作っており、農場からも追い出されることになった。ネッドはビリーから「もし1000ドルを工面することができたら、それを頭金にして農場のヤギ小屋に住み込めば良い。」と言われた。しかし、資金の当てもないので、ネッドは母親の家に住むことになった。それから数日後、ビリーはリズの家に転がり込んだ。リズは家事とディランの仕事に協力することを条件に同居を認めた。
翌日、ミランダがネッドに運転手になってほしいと頼み込んできた。これからアラベラというセレブにインタビューするのだという。ミランダは彼女のスキャンダラスな過去に切り込もうとしたが、慈善活動についての質問以外はできないことになっているのを知って落胆した。ミランダはネッドがその場にいないかのように振る舞っていたが、彼はインタビュー中に口を挟んできた。ミランダは苛立ったが、アラベラはフレンドリーなネッドに好印象を抱いた。その夜、ネッドはナタリーと一緒に自己啓発セミナーに参加した。同じセミナーに参加していたクリスチャンはナタリーに好意を抱いていたが、彼女を同性愛者であると思い込んでいたため、思いを告白することができずにいた。それを知ったネッドに「ナタリーはバイセクシャルで男好きでもあるんですよ」と言われ、クリスチャンは自分にもチャンスがあると確信した。クリスチャンはナタリーを家に招き、そのまま一夜を共にした。
ネッドはディランの仕事に同行することになったが、「俺がバレリーナのタチアナさんにインタビューしている間、お前は自動車が盗難に遭わないよう見張っていてくれ。」と言われたので指示通りにした。ネッドは数時間も自動車を見張っていたが、警官に「そこは駐車違反の場所だぞ」と言われてしまった。ネッドがディランに警官の言葉を伝えに行くと、ディランは素っ裸の状態だった。ディランは「俺が裸になったのはタチアナさんを安心させるためだ」という滅茶苦茶な弁解をしたが、ネッドはそれを鵜呑みにした。
3人の姉妹は兄のネッドに振り回される中で、自分の幸福を見つめ直すことになる。尤も、ネッドはそれを意図して行動したわけではないのだが。

## キャスト
- ポール・ラッド - ネドリック・ロクリン（ネッド）

自由奔放な性格の男。
- エリザベス・バンクス - ミランダ・ロクリン
- ゾーイ・デシャネル - ナタリー・ロクリン（ナット）
- エミリー・モーティマー - リズ・ロクリン・アンダーソン
- スティーヴ・クーガン - ディラン・アンダーソン
- ヒュー・ダンシー - クリスチャン・スミス
- キャスリン・ハーン - ジャネット・ジーベル
- ラシダ・ジョーンズ - シンディ・ハリス
- シャーリー・ナイト - アイリーン・ロクリン
- T・J・ミラー - ビリー・オーウィン
- アダム・スコット - ジェレミー・ホーン
- ジャネット・モンゴメリー - アラベラ・ギャロウェイ
- スターリング・K・ブラウン - オマール・コールマン
- マシュー・ミンドラー - リヴァー・ビング
- リディア・ホーグ - タチアナ
- レン・シュミット - ベス
- ボブ・スティーブンソン - ウォッシュバーン
- ケイティ・アセルトン - エミー
- クリストファー・エヴァン・ウェルチ - ロビー（クレジットなし）

## 製作

### 構想
本作のストーリーはジェシー・ペレッツと彼の妹エフジェニアが思いついたものだが、それを映画化するための資金を集められずにいた。映画化の夢を諦められなかった2人は、ストーリーを商業映画向けに書き直し、主人公2人の年齢を自分たちと同じ30代にした。2人はポール・ラッドを主演に起用することを想定して脚本を執筆すると共に、エフジェニアの夫であるデヴィッド・シスゴールに脚本の執筆を手伝ってもらった。2009年12月に脚本を完成させた3人は「My Idiot Brother」というタイトルを付けた。
ペレッツは自身が以前に監督を務めた『The Ex』で一緒に仕事をしたアンソニー・ブレグマンに脚本を持ち込んだ。ブレグマンは「私はいつもペレッツと一緒に映画を作りたいと思っていました。そんな折、彼が自分の脚本を読んで欲しいと言ってきたのです。それは実に素晴らしい出来映えのものでした。」と回想している。ブレグマンは知人のマーク・タートルーブとピーター・サラフにも脚本を見せた。その結果、2人からも製作費を出資してもらえることになった。製作資金の目処が付いて以降、本作の製作は急ピッチで進められることになった。サラフは「『我が家のおバカで愛しいアニキ』は映画完成までの最速記録を打ち立てたと思う。私が初めて脚本を読んでから、撮影終了までに要した時間は4ヶ月だった。」と述べている。

### キャスティング
サラフとタートルーブがプロデューサーになる前から、ポール・ラッドは本作の出演に同意していた。2010年6月には、エリザベス・バンクス、エミリー・モーティマー、ゾーイ・デシャネル、ラシダ・ジョーンズの出演が決まった。7月には、ヒュー・ダンシー、シャーリー・ナイト、キャスリン・ハーン、ジャネット・モンゴメリー、スティーヴ・クーガンが本作に出演するとの報道があった。

### 撮影
本作の主要撮影は30日かけて行われた。本作はニューヨーク市を中心に撮影を行ったため、ニューヨーク州から30%の減税措置を受けることができた。

## 評価
本作は批評家から好意的に評価されている。映画批評集積サイトのRotten Tomatoesには138件のレビューがあり、批評家支持率は68%、平均点は10点満点で6.2点となっている。サイト側による批評家の要約は「出来映えにムラがある。しかし、主演のポール・ラッドの演技同様、『我が家のおバカで愛しいアニキ』は抗えぬ魅力がある。」となっている。また、Metacriticには39件のレビューがあり、加重平均値は60/100となっている。